# ラズベリーパイ (曲)
『ラズベリーパイ』は、中ノ森BANDの1枚目のシングル。

## 解説
- デビュー・シングル。デビュー作ながら表題曲には5つものタイアップがついた。
- 恋をしている女の子に向けて作られた楽曲。

## 収録曲
1. ラズベリーパイ
作詞：中ノ森文子・阿久津健太郎／作曲：Marjorie May・Jeff Franzel・Andy Marvel／編曲：中ノ森BAND・星野孝文
2. ダツマンネラー
作詞：中ノ森文子・阿久津健太郎／作曲：阿久津健太郎／編曲：中ノ森BAND・阿久津健太郎・星野孝文
3. ラズベリーパイ -Instrumental-
4. ダツマンネラー -Instrumental-

## タイアップ
ラズベリーパイ
- 関西テレビ・フジテレビ系ドラマ「みんな昔は子供だった」挿入歌
- 中京テレビ・日本テレビ系「サルヂエ」2005年2月度エンディングテーマ
- 中京テレビ・日本テレビ系「少年チャンプル」2005年2月度エンディングテーマ
- 全国25局「Music B.B.」2005年3月度オープニングテーマ
- ファミリーマートCMソング